# 吳景鴻
吴景鸿（1876年—1939年）字绍先，又字劭先，湖南省桃源县人，中华民国政治人物。

## 生平
1876年，吴景鸿出生。1904年，吴景鸿加入华兴会。1904年秋，赴日本留学，入明治大学学习政治经济，并且帮助宋教仁编《二十世纪之支那》杂志，还加入中国同盟会。 1913年，当选为中华民国第一届国会参议院议员。1917年，南下广州，任护法国会参议院议员。1922年12月，任内务司司长，1926年3月去职。1932年，任国民政府立法院秘书长。
1939年，吴景鸿逝世。 